# 조지 시그먼

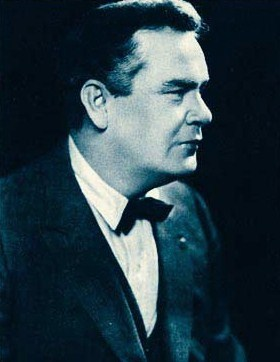

조지 시그먼(George Siegmann, 1882년 2월 8일 ~ 1928년 6월 22일)은 무성 영화 시대의 미국의 배우이자 영화 감독이다. 국가의 탄생, 인톨러런스, 삼총사(1921), 올리버 트위스트 (1922년 영화), 고양이와 카니리아 (1927년 영화), 웃는 남자 (1928년 영화) 등의 제작에 참여했다.
1882년 뉴욕에서 태어났으며 100편이 넘는 영화에 등재되었다.

## 참여 작품
- 국가의 탄생
- 인톨러런스
- 올리버 트위스트 (1922년 영화)
- 왕중왕 (1927년 영화)
- 고양이와 카니리아 (1927년 영화)
- 웃는 남자 (1928년 영화)